# カレン・ロバーズ
カレン・ロバーズ（Karen Robards、1954年8月24日 - ）は、アメリカ合衆国のロマンス作家。ケンタッキー州ルイビル出身。歴史ロマンスのジャンルで人気を得た後、転向した現代ロマンスでも人気を得た最初の1人である。作品は11か国語に訳されている。

## 経歴
初めて自作の物語が売れたのは1973年だった。10代の頃、歯科矯正医だった父の元でアルバイトをしていた時に読んだ『リーダーズ・ダイジェスト』で面白い話を見つけた。すぐにペンを取り、2パラグラフほどの短編を書き応募した。しばらくすると、同誌の1973年12月号で作品が取り上げられ、賞金として100ドルの小切手を受け取った。また売れるだろうかという思惑もあって別の短編を雑誌に送ったが、突き返されるばかりだった。
ケンタッキー大学在学中、クリエイティブ・ライティングの修士クラスを受けた際の教授からの課題で、出版できるという50ページの長さの小説を初めて書いた。どんな本なら売れるのか考えた結果、歴史ロマンスを選択したが、その時はまさか作品を朗読することになるとは思ってもいなかった。教授にもクラスメイトにも笑われたが、その時の作品が処女作"Island Flame" の基となっている。同作が出版されたのは1981年のことで、ロバーズはまだ24歳だった。
処女作"Island Flame" が出版された当時はペーパーバックの歴史ロマンスものが棚を埋めつくしていたため、ロバーズの作品もわずか3週間ほどで棚から無くなった。当時の流行りの本の売り上げを知らなかった出版社は、ロバーズに別の作品の執筆依頼を渋った。作家に専念するためにロー・スクールを中退していたロバーズは、請求書の支払いが残っていたため、父の医院で仕事をしながら、昼の休憩中にクリニックの女性用の部屋で小説を書くという生活を続け、3か月後、現代ロマンティック・サスペンスの第2作"To Love a Man" が完成した。この作品は先述とは異なる出版社にすぐに売れ、作家としてのキャリアが本格的に始まった。
それからの数年間で処女作の続編となる"Sea Fire" など3冊以上の歴史ロマンスものを上梓した。第2作"To Love a Man" の出版社の後、新しい出版社と歴史ロマンスと現代ロマンティック・サスペンスものを年に1冊ずつ執筆する契約を交わした。1980年代後半から1990年代前半にかけて、現代ロマンスの市場が縮小すると予見した出版社の依頼で歴史ロマンスのみを書くことになった。1990年代前半、出版社をデルに変更し、現代ロマンスにチャレンジしたい旨を伝えた結果"One Summer" が完成し、これがロバーズにとって初めてのハードカバーの現代小説となった。同作の成功により、ロバーズは現代ものに集中できるようになった。作品は世界で11か国語に翻訳されている。
ロバーズの作品は官能性が豊かなことで知られる。雑誌『ロマンティック・タイムズ』は、「ロバーズはキャラクター造形や、きわどい場面にユーモアを交える才能に抜きんでている」と評した。同誌が主催するキャリア・アチーブメント賞を受賞、ロマンティック・タイムズ賞には4度ノミネートされ、"Irresistible" で1度受賞した。Affaire de Coeur のシルバー・ペン賞で好きなロマンス作家部門を6度受賞した。
現在は夫のダグ・ロバーズと、3人の息子（ピーター〈1983年生〉、クリス〈1990年生〉、ジャック〈1995年生〉）と故郷のルイビルに暮らしている。彼女の両親と、3人の兄弟姉妹も近くに住んでいる。

## 作品リスト

### 歴史ロマンス
| 邦題                   | 原題                | 刊行年 | 刊行年月  | 訳者     | 出版社   | 備考              |
| ---------------------- | ------------------- | ------ | --------- | -------- | -------- | ----------------- |
|                        | Island Flame        | 1981年 |           |          |          | ヘイル二部作 1    |
|                        | Sea Fire            | 1982年 |           |          |          | ヘイル二部作 2    |
|                        | Forbidden Love      | 1983年 |           |          |          |                   |
|                        | Amanda Rose         | 1984年 |           |          |          |                   |
|                        | Dark Torment        | 1985年 |           |          |          |                   |
|                        | Loving Julia        | 1986年 |           |          |          |                   |
|                        | Dark of the Moon    | 1988年 |           |          |          |                   |
|                        | Desire in the Sun   | 1988年 |           |          |          |                   |
|                        | Tiger's Eye         | 1989年 |           |          |          |                   |
|                        | Morning Song        | 1990年 |           |          |          |                   |
|                        | Green Eyes          | 1991年 |           |          |          |                   |
|                        | This Side of Heaven | 1991年 |           |          |          |                   |
|                        | Nobody's Angel      | 1992年 |           |          |          |                   |
| 恋のかけひきは密やかに | Scandalous          | 2001年 | 2012年5月 | 小林浩子 | 二見文庫 | Banning Sisters 1 |
|                        | Irresistible        | 2002年 |           |          |          | Banning Sisters 2 |
|                        | Shameless           | 2010年 |           |          |          | Banning Sisters 3 |

### ロマンティック・サスペンス
| 邦題                           | 原題                   | 刊行年 | 刊行年月   | 訳者     | 出版社             | 備考                                        |
| ------------------------------ | ---------------------- | ------ | ---------- | -------- | ------------------ | ------------------------------------------- |
|                                | To Love a Man          | 1985年 |            |          |                    |                                             |
|                                | Wild Orchids           | 1986年 |            |          |                    |                                             |
|                                | Night Magic            | 1987年 |            |          |                    |                                             |
|                                | One Summer             | 1993年 |            |          |                    |                                             |
|                                | Maggy's Child          | 1994年 |            |          |                    |                                             |
|                                | Walking After Midnight | 1995年 |            |          |                    |                                             |
|                                | Hunter's Moon          | 1996年 |            |          |                    |                                             |
|                                | Heartbreaker           | 1997年 |            |          |                    |                                             |
|                                | The Senator's Wife     | 1998年 |            |          |                    |                                             |
|                                | The Midnight Hour      | 1999年 |            |          |                    |                                             |
|                                | Ghost Moon             | 2000年 |            |          |                    |                                             |
| パラダイスに囚われて           | Paradise County        | 2000年 | 2002年10月 | 小林令子 | ヴィレッジブックス |                                             |
| 月明かりのキリング・フィールド | To Trust a Stranger    | 2001年 | 2004年11月 | 高田惠子 | ヴィレッジブックス |                                             |
|                                | Manna From Heaven      | 2001年 |            |          |                    | アンソロジー"Wait Until Dark" に収録        |
|                                | Whispers at Midnight   | 2002年 |            |          |                    |                                             |
|                                | Beachcomber            | 2003年 |            |          |                    |                                             |
| 銀のアーチに祈りを             | Bait                   | 2004年 | 2007年3月  | 高田惠子 | ヴィレッジブックス |                                             |
|                                | Superstition           | 2005年 |            |          |                    |                                             |
| いつも天使は夢の中に           | Vanished               | 2006年 | 2010年10月 | 高田惠子 | ヴィレッジブックス |                                             |
|                                | Obsession              | 2007年 |            |          |                    |                                             |
|                                | Guilty                 | 2008年 |            |          |                    |                                             |
|                                | Pursuit                | 2009年 |            |          |                    | ジェシカ・フォード シリーズ 1               |
|                                | Shattered              | 2010年 |            |          |                    |                                             |
|                                | Justice                | 2011年 |            |          |                    | ジェシカ・フォード シリーズ 2               |
|                                | Sleepwalker            | 2011年 |            |          |                    |                                             |
|                                | The Last Victim        | 2012年 |            |          |                    | ドクター・シャーロット・ストーン シリーズ 1 |
|                                | Shiver                 | 2012年 |            |          |                    |                                             |
|                                | The Last Kiss Goodbye  | 2013年 |            |          |                    | ドクター・シャーロット・ストーン シリーズ 2 |
|                                | Hunted                 | 2014年 |            |          |                    |                                             |

### アンソロジー
- Wait Until Dark (2001) - リンダ・アンダーソン、アンドレア・ケイン（英語版）、マライア・スチュアート（英語版）共著